# هانسيل وغريتيل: صائدي الساحرة
هانسيل وغريتيل:صائدي الساحرة (بالإنجليزية: Hansel and Gretel: Witch Hunters)‏ هو فيلم سينمائي أُصدر في الولايات المتحدة الأمريكية سنة 2013. الفيلم من إخراج تومي ويركولا ومن بطولة جيريمي رينر وجيما آرتيرتون.
تدور قصة الفيلم حول رجل وامراة يبحثان عن الساحرات حول العالم ويقومان بقتلهم.

## الممثلون والشخصيات
| الممثل       | الشخصية التي لعبها |
| ------------ | ------------------ |
| جيريمي رينر  | هانسيل             |
| فامك جانسن   | مورييل             |
| بيتر ستورمار | شريف               |
| زوي بيل      | الساحرة تول        |

## وصلات خارجية
- هانسيل وغريتيل: صائدي الساحرة على موقع IMDb (الإنجليزية)
- هانسيل وغريتيل: صائدي الساحرة على موقع ميتاكريتيك (الإنجليزية)
- هانسيل وغريتيل: صائدي الساحرة على موقع روتن توميتوز (الإنجليزية)
- هانسيل وغريتيل: صائدي الساحرة على موقع نتفليكس (الإنجليزية)
- هانسيل وغريتيل: صائدي الساحرة على موقع قاعدة بيانات الأفلام العربية
- هانسيل وغريتيل: صائدي الساحرة على موقع ألو سيني (الفرنسية)
- هانسيل وغريتيل: صائدي الساحرة على موقع Turner Classic Movies (الإنجليزية)
- هانسيل وغريتيل: صائدي الساحرة على موقع أول موفي (الإنجليزية)
- هانسيل وغريتيل: صائدي الساحرة على موقع بوكس أوفيس موجو (الإنجليزية)
- هانسيل وغريتيل: صائدي الساحرة على موقع فيلمافينيتي (الإسبانية)

1. 1 2  مذكور في: تفريغات بيانات Freebase. الناشر: جوجل.
2. ↑  وصلة مرجع: http://nmhh.hu/dokumentum/198182/terjesztett_filmalkotasok_art_filmek_nyilvantartasa.xlsx.